# Dodge DO-Serie
Der Dodge DO-Serie war ein PKW der Firma Dodge in Detroit, der als Nachfolger der DK-Serie im Januar 1933 vorgestellt wurde.
Der Wagen besaß einen seitengesteuerten 8-Zylinder-Reihenmotor mit 4623 cm³, der eine Leistung von 100 bhp (74 kW) bei 3400/min abgab. (Der schwächere Motor aus dem Vorjahr war entfallen). Über eine automatisch per Vakuum betätigte Einscheiben-Trockenkupplung und ein Dreiganggetriebe mit Mittelschaltung (Halbautomatik) wurden die Hinterräder angetrieben. Der Radstand des Fahrgestells betrug 3.099 mm. Als Aufbauten wurden eine 4-türige Limousine, zwei 2-türige Coupés mit 2 oder 4 Sitzplätzen, ein 2-türiges Victoria-Coupé mit 5 Sitzplätzen und je ein 2-türiges und ein 4-türiges Cabriolet angeboten. Daneben gab es den DO auch als Fahrgestell mit allen mechanischen Komponenten für Kunden, die selbst einen Karosseriebaubetrieb beauftragen wollten.
Im November 1933 wurde der DO ohne Nachfolger eingestellt. Erst nach dem Zweiten Weltkrieg bot Dodge wieder Achtzylinderwagen an.